# جی. کارسون مارک
جی. کارسون مارک (انگلیسی: J. Carson Mark؛ زاده ۶ ژوئیه ۱۹۱۳ درگذشته ۲ مارس ۱۹۹۷) یک دانشمند در زمینه ریاضیات اهل کانادا بود.